# Mazamet
Mazamet ist eine französische Gemeinde mit 10.123 Einwohnern (Stand 1. Januar 2022) im Département Tarn in der Region Okzitanien. Sie gehört zum Arrondissement Castres. Es liegt in der historischen Provinz Languedoc. 

## Lage
Die Stadt Mazamet liegt an den nördlichen Ausläufern der Montagne Noire (dt. „Schwarzes Gebirge“), an der Einmündung der Flüsse Arn und Arnette in den Thoré. Die Gemeinde liegt zwar innerhalb der vorgesehenen Grenzen des Regionalen Naturparks Haut-Languedoc, die Gemeindeverwaltung hat die Charta-Vereinbarung 2011 aber nicht unterzeichnet.

## Politik
Bürgermeister der Gemeinde ist seit 2020 Olivier Fabre (Liste Mazamet Ville Vivante).

## Geschichte
Der Name Mazamet leitet sich vom Okzitanischen Mas Aïmat ab, französisch la maison aimée = das geliebte Haus; siehe auch Languedokische Sprache. 

### Bevölkerungsentwicklung
- 1962: 15.091
- 1968: 16.171
- 1975: 14.440
- 1982: 12.840
- 1990: 11.481
- 1999: 10.544
- 2006: 10.158

## Verkehr
Mazamet hat einen Bahnhof an der Bahnstrecke Castres–Bédarieux. Seit der Einstellung des Personenverkehrs zwischen Mazamet und Bédarieux ist es der Endpunkt der Trasse. Bedient wird der Bahnhof heute noch von einzelnen Zügen des TER Occitanie, die bis zum Bahnhof Toulouse-Matabiau durchgebunden sind.Weiterhin bestehen Busverbindungen bis nach Béziers.

## Persönlichkeiten
- Moyse Garrigue, Juwelier und Händler (1663–1715)
- Jacques Garrigue, Juwelier und Kirchenvorstand (1677–1730)
- Pierre-Marie Puech, römisch-katholischer Geistlicher und Bischof (1906–1995)
- Michel Pierre Marie Mouïsse (* 1939), römisch-katholischer Geistlicher, Bischof von Périgueux
- François Girbaud, Modemacher (* 1945)
- Laurent Jalabert, Radsportler (* 1968)
- Nicolas Jalabert, Radsportler (* 1973)
- Thomas Ramos, Rugby-Union-Spieler (* 1995)

## Tour de France
Mazamet war Startort der 14. Etappe der Tour de France 2007.
- Siehe auch: Liste der Etappenorte der Tour de France